# Se på himlens många fåglar
Se på himlens många fåglar är en psalm med text skriven 1971 av Göran Bexell och musik skriven 1973 av Lars-Erik Ängeborn. Texten är hämtad från Matteusevangeliet 6:25-34 och vers två har sin text från Predikaren 1:14. I Herren Lever 1977 är koralsatsen skriven av Ingemar Braennstroem.
Texten finns även till en melodi av Brödraförsamlingen i Herrnhut efter 1735 eller i Berlin 1786.

## Publicerad i
- Herren Lever 1977 som nummer 909 (Ängeborn) under rubriken "Att leva av tro - Tro - trygghet".[2]
- Den svenska psalmboken 1986 som nummer 563 A (Ängeborn) under rubriken "Glädje – tacksamhet".
- Den svenska psalmboken 1986 som nummer 563 B (Herrnhut) under rubriken "Glädje – tacksamhet".
- Psalmer och Sånger 1987 som nummer 651 (Ängeborn) under rubriken "Att leva av tro - Glädje - tacksamhet".[1]